# Golfpark Exloo
Golfpark Exloo heeft een 18-holes golfbaan in Exloo. 
De baan had negen holes die bestond uit een deel van 6 holes en een deel van drie holes, die gescheiden werden door de drivingrange. De baan lag gedeeltelijk op terrein van het Hippisch Centrum Exloo en heeft volwassen bomen. In 2009 is begonnen met de uitbreiding tot 18 holes. Deze werden in 2010 geopend.
In 2013 is het nieuwe clubhuis in gebruik genomen en heeft de club van de NGF (Nationale Golf Federatie) de A-status gekregen voor de 2de 9 holesbaan.
Dit golfpark ligt aan de rand van de Hondsrug en kijkt uit op de Hunzevallei. De golfbaan is openbaar, en het is niet nodig om een GVB te hebben.

## Galerij

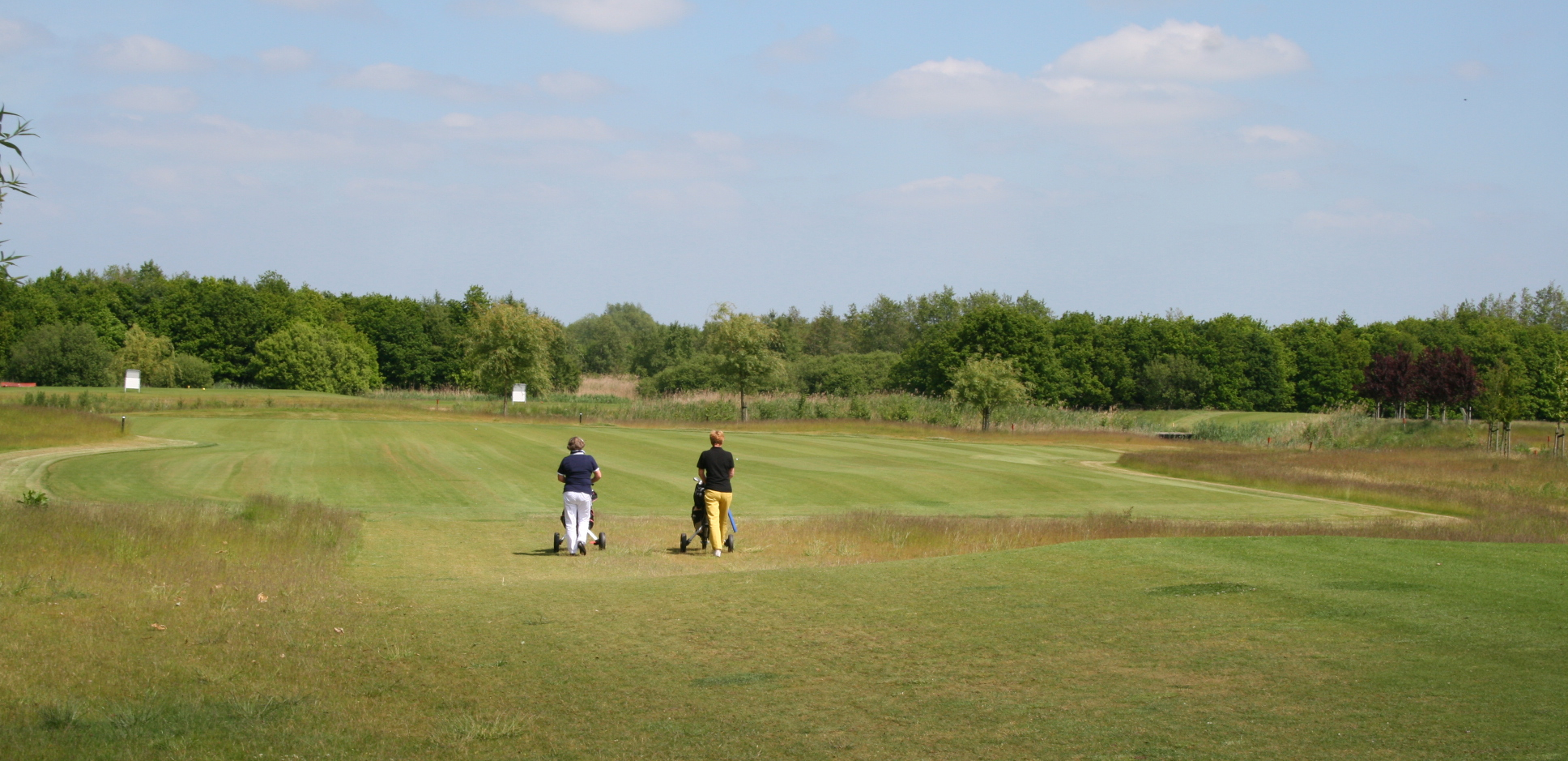
Hole 13
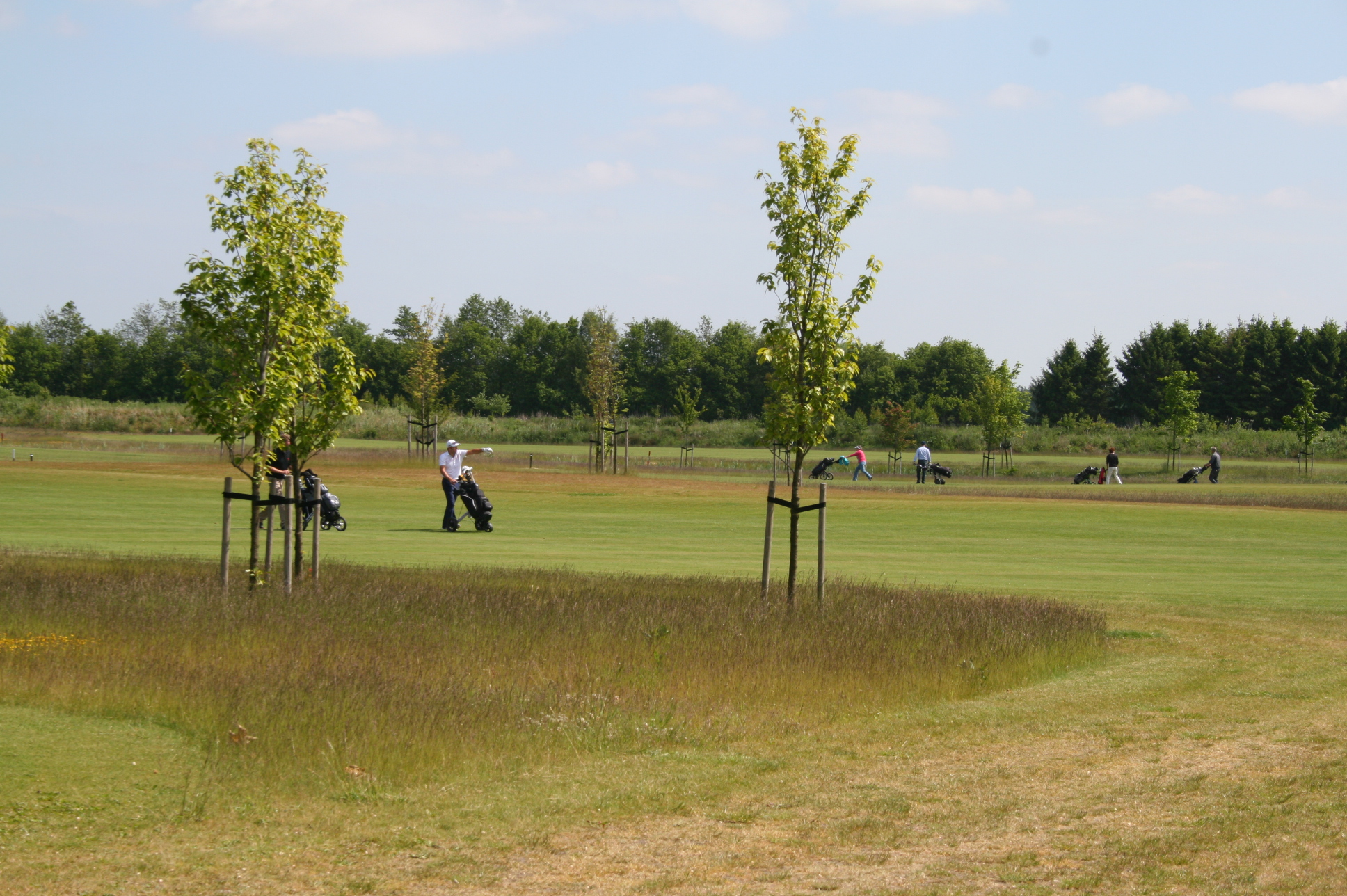
Hole 17
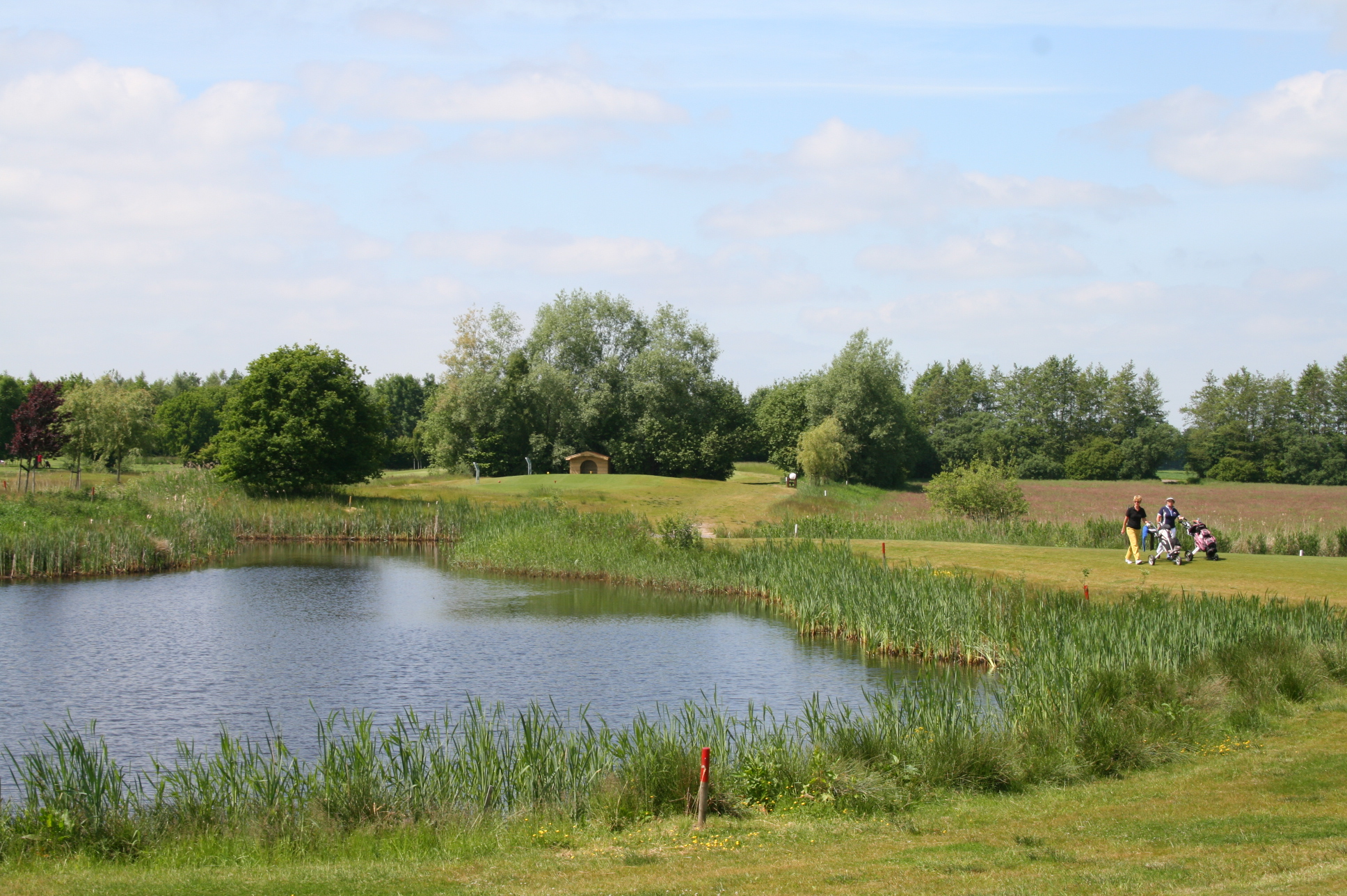
Hole 14